# Усрет
Усрет (Усерет; егип. Wsrt «Могущественная») — богиня защиты в древнеегипетской мифологии. Культовым центром богини был город Фивы.

## Описание
Культ богини возрос в период XII династии, когда три фараона были названы её сыновьями. Одним из таких фараонов был Сенусерт I, чьё имя переводится как «Человек богини Усерет» или «Сильный человек».
Эту богиню изображали очень редко. Не было найдено ни одного храма с её изображением. Одним из немногочисленных изображений богини является стела с барельефом, где богиня изображена в самой правой части.
Усерет изображали в высоких коронах, со скипетром «уас» в руке, название которого было связано с её именем, над головой у богини также мог быть изображён скипетр уас с пером Маат, а в руках копьё, лук и стрелы.
В более поздние времена богиню Усрет заменили богиней Мут, которая стала формой богини Хатхор. Также её отождествляли с защитницей бога Гора, сына Исиды (когда он был молодым).
Она была первой женой Амона (Джон Рэй говорил о ней как о «теологическом эквиваленте девушки по соседству»), затем её заменили на богиню Мут. Также вполне вероятно, что имя Мут является более поздним вариантом имени Усрет.